# Gerhard Kerschbaumer
Gerhard Kerschbaumer (ur. 19 lipca 1991 w Bressanone) – włoski kolarz górski, sześciokrotny medalista mistrzostw świata i Europy.

## Kariera
Pierwszy sukces w karierze Gerhard Kerschbaumer osiągnął w 2008 roku, kiedy reprezentacja Włoch w składzie: Marco Aurelio Fontana, Gerhard Kerschbaumer, Eva Lechner i Cristian Cominelli zdobyła brązowy medal w sztafecie podczas mistrzostw świata w Val di Sole i srebrny na mistrzostwach Europy w St. Wendel. Włosi z Kerschbaumerem w składzie wygrali sztafetę także na rozgrywanych trzy lata później mistrzostwach świata w Champéry. W międzyczasie wystąpił na mistrzostwach świata w Canberze w 2009 roku, gdzie wspólnie z Marco Aurelio Fontaną, Cristianem Cominellim i Evą Lechner zwyciężył w tej konkurencji. Podczas mistrzostw Europy w Zoetermeer w tym samym roku był najlepszy wśród juniorów, a dwa lata później, podczas ME w Dohňanach triumfował w kategorii U-23. W sztafecie zdobył ponadto srebrny medal na mistrzostwach Europy w Hajfie w 2010 roku, brązowy na ME w Dohňanach i złoty na ME w Bernie w 2013 roku. W 2012 roku wziął udział w igrzyskach olimpijskich w Londynie, indywidualną rywalizację w cross-country kończąc na trzynastej pozycji. Na rozgrywanych rok później mistrzostwach świata w Pietermaritzburgu zwyciężył w kategorii U-23, a wspólnie z Fontana, Lechner i Gioele Bertolinim najlepszy był także w sztafecie. W tym samym składzie Włosi byli też najlepsi na mistrzostwach Europy w Bernie.